# Morgan Edge
Morgan Edge es un personaje de ficción que aparece en los cómics estadounidenses publicados por DC Comics. Originalmente, Edge era un personaje secundario; un magnate de los medios de comunicación relativamente comprensivo que adquirió The Daily Planet y empleó a Clark Kent como periodista de televisión para su red de televisión WGBS. Después de que la serie Crisis on Infinite Earths llevó a una revisión general del Universo DC, el personaje fue revisado como un supervillano, líder de la mafia conocida como Intergang y uno de los enemigos de Superman.
Adrian Pasdar interpretó a Edge en la serie Arrowverso Supergirl en la tercera temporada, mientras que Adam Rayner interpreta al personaje en Superman & Lois.

## Historial de publicación
Morgan Edge apareció por primera vez en Superman's Pal, Jimmy Olsen N.º 133 y fue creado por Jack Kirby. Kirby basó su apariencia física en el actor Kevin McCarthy, mientras que su personalidad se inspiró en el ejecutivo de televisión James T. Aubrey. Según el asistente de producción de Kirby, Mark Evanier, Kirby "quería explorar el tema de la delincuencia organizada ganando un lugar en las corporaciones de Estados Unidos, particularmente un conglomerado gigante de medios. Dado el trasfondo sombrío de la compañía que adquirió Warner Bros. y DC, era algo así como una broma interna". Sin embargo, bajo la insistencia del personal editorial que prefería que Edge fuera un personaje de apoyo continuo en lugar de un villano que finalmente tendría que ser llevado ante la justicia (y, por lo tanto, eliminado de la serie), se reveló el "Morgan Edge" conectado a Intergang sea un impostor.

## Biografía del personaje ficticio

### Pre-Crisis
En su encarnación original, Edge fue el presidente de la Galaxy Broadcasting System, (propietarios de las estaciones de televisión WGBS), la corporación de medios de comunicación que finalmente compró al Daily Planet. Edge fue, en muchos aspectos, el estereotipo de un despiadado capitalista, interviniendo en el manejo del Daily Planet y desafiando la autoridad de Perry White. Sin embargo Edge era un hombre decente y de buen corazón al igual que una persona razonable y mantenía relaciones amistosas con la mayoría de sus empleados, incluyendo Clark Kent. Tras la llegada al Daily Planet, Edge promovió a Kent a las noticias televisivas de WGBS, añadiendo al personal de la estación varios amigos de Superman, incluidos el productor Josh Coyle, el comentarista deportivo Steve Lombard, el meteorólogo Oscar Asherman, y la corresponsal Lana Lang (que había sido uno de los amigos de la infancia de Clark en Smallville).
Como uno de los hombres más ricos de Metrópolis, Edge era una figura política importante en la ciudad y con frecuencia se encontró con Superman, el tema de muchas de las noticias de su red, que él, como la mayoría de los demás, no se dio cuenta también fue Clark Kent. Aunque rara vez es parte integral de una trama, Edge fue un personaje secundario en muchas historias de Superman.
Por un tiempo, pareció que Edge estaba conectado a la organización del crimen Intergang, patrocinada por Apokolips, pero se reveló que era un clon creado por la 'Evil Factory', un laboratorio de genética que trabaja para Darkseid. Por ejemplo, este clon intentó que Jimmy Olsen, El Guardián y, por cierto, un empleado aleatorio de Daily Planet llamado Goody Rickels, un parecido con Don Rickles, fueran asesinados como parte de un encubrimiento.
En una historia de respaldo en Action Comics # 468 (febrero de 1977), se reveló que el nombre de nacimiento de Morgan Edge era Morris Edelstein. Después de que ganó su primera estación de televisión en un juego de póker, cambió su nombre a Morgan Edge y mantuvo los detalles de su pasado muy cerca.

### Post-Crisis
Cuando se reinicia la continuidad DC después de la Crisis en Tierras Infinitas (1986), Edge permaneció como presidente de WGBS, pero sus lazos con el Planeta y la amistad con Superman se retiraron, y estaba verdaderamente conectado con Intergang. Finalmente, fue expuesto por el Daily Planet, en artículos de Clark Kent y Cat Grant, que trabajaba para la encubierta de WGBS. Edge fue encarcelado, pero incluso logró causar problemas allí al publicar su autobiografía On the Edge, que descubrió a su padre y también a Cat Grant, y reveló que ella se había quedado dormida. Después de su liberación de la cárcel, Morgan Edge regresó como patrocinador de la Superman Revenge Squad. Antes de su encarcelamiento, una de sus acciones generó mucho enojo entre los fanáticos, en el que Edge, con sádica y alegremente, atropelló a un mapache en la carretera, lo que provocó que un fanático escribiera diciendo: "Lex Luthor trata a las personas como a animales, pero incluso él no los ejecuta". sobre intencionalmente".
Recientemente, Morgan Edge ha resurgido como un poderoso experto de los medios de comunicación, con el programa Edge of Reason, donde emite un giro anti-kryptoniano para el General Lane. También se lo ve en un panel "flash-forward" en Adventure Comics # 1, haciendo un trato misterioso con Despero.

### The New 52
En The New 52 (un reinicio de 2011 del universo de DC Comics), Morgan Edge aparece como un magnate mediático poderoso y egocéntrico y el nuevo propietario del Daily Planet, se le considera el patrocinador del programa Challengers of the Unknown antes. Todos se van por su despiadada estrategia de negocios. Esta versión de Morgan Edge está representada como un hombre afrodescendiente calvo con una perilla. Aunque era un hombre de negocios duro, Edge reconoció el talento y le otorgó a Lois Lane la dirección del Daily Planet.
Los múltiples medios de comunicación de Edge se convierten en un beneficio para Superman, ya que Lois Lane, ahora directora de la estación de noticias Metropolis de Edge, dijo que las cámaras de seguridad del edificio fueron "pirateadas" para proporcionar información vital sobre un villano.
Antes de DC Rebirth, en el último número de la serie de la Liga de la Justicia de 2011, se menciona que Lex Luthor le había comprado el Daily Planet.

## Apariciones en otros medios

### Televisión

#### Animación
- En la serie animada Super Friends, su compañía Galaxy Broadcasting Company y su conglomerado madre Galaxy Communications son referencias en la serie, aunque nunca apareció en la serie.
- En Lois y Clark: Las nuevas aventuras de Superman, un personaje similar a Morgan Edge, llamado Bill Church, Jr. (interpretado por Bruce Campbell). Apareció como el jefe de la organización del crimen "Intergang". Su padre Bill Church, Sr. fue interpretado por Peter Boyle y él tenía una esposa Mindy Church, quien fue interpretada por Jessica Collins. Al igual que Morgan Edge, Bill Church, Jr. era dueño de una estación de televisión, que se llamaba "Multiworld Communications" en lugar de "Comics Galaxy Communications" de los cómics. Este personaje fue una amalgama de Morgan Edge y Bruno Mannheim.
- Morgan Edge ha aparecido en el episodio de la Liga de la Justicia "Sociedad Secreta" Pt. Una voz de un no acreditado Brian George. Edge es retratado como un coleccionista multimillonario de rarezas únicas, pero uno que no tiene escrúpulos morales contra la recolección de seres conscientes como si fueran propiedad, como lo hace con Clayface. Gorilla Grodd y su Sociedad Secreta irrumpieron en su mansión para liberar a Clayface de su prisión. Intentó huir en un bote disfrazado de chef, pero Killer Frost congeló el agua y los zapatos de caimán de Morgan revelaron su identidad a la Sociedad Secreta. Gorilla Grodd hizo que los guiara a donde estaba Clayface. Cuando los otros miembros de la Sociedad Secreta entran a la sala, Killer Frost (fuera de la pantalla) atrapa a Morgan Edge en el hielo, presumiblemente lo congela hasta la muerte.

#### Acción en vivo
- Morgan Edge es un villano recurrente en Smallville inicialmente interpretado por Rutger Hauer en la primera aparición, y luego por Patrick Bergin. Él ha aparecido como un señor del crimen de Metrópolis, y viejo amigo de Lionel Luthor. En el episodio "Exile", Clark Kent robó el dinero de un banco mientras una de las pandillas de Edge estaba en medio de un atraco. Edge se acercó a Clark en su apartamento y le ofreció un trabajo. Al principio, Clark lo rechazó, pero después de que Lana lo encontró, decidió que podía usar el dinero para desaparecer y se reúne con Edge para aceptar su oferta. Edge le pidió que irrumpiera en la oficina de Lionel's LuthorCorp y robara un paquete de una caja fuerte reforzada con titanio. Más tarde, Clark se enteró de que el artículo que robó fue la muestra de sangre tomada por Helen Bryce. Jonathan Kent lo destruyó inmediatamente. Edge vino a Smallville y exigió el paquete. Clark le dijo que no lo tenía, pero Edge tomó como rehenes a Jonathan y Martha Kent para obligar a Clark a dárselo. Clark usó un pedazo de roca de meteorito verde para cortar su brazo y darle una nueva muestra. Edge le devolvió la sangre a Lionel y le dijo que podía proporcionarle la fuente. Lionel estaba muy interesado porque no conocía la fuente. Los matones de Edge llevaron a Clark a Metrópolis en la parte trasera de un camión para que lo sacaran de la mano, pero Clark utilizó su visión de calor para crear una explosión, que destruyó el camión. Lionel creía que Edge lo había matado. Edge cayó al agua luego de ser disparado por la seguridad de Lionel, donde se presumía que estaba muerto. Morgan sobrevivió, sin embargo, y fue encontrado por Lex Luthor. Esta vez, Edge había recibido cirugía plástica para esconderse de Lionel. Edge finalmente confiesa, en cinta, el asesinato de los padres de Lionel, pero finalmente conspira con Lionel para romper la frágil psique de Lex y desacreditar su testimonio. Lex finalmente rastrea a Edge, también disparándole, pero se las arregla para escapar. En un último intento, Edge intenta matar a Lex usando su auto, pero recibe varios disparos y muere antes de que tenga la oportunidad de hacerlo.
- Morgan Edge aparece en la serie de televisión ambientada en Arrowverso:
  - Morgan Edge es un personaje recurrente en la tercera temporada de Supergirl, interpretado por Adrian Pasdar.[8] Esta versión es un promotor inmobiliario amoral que dirige Edge Global. En el episodio "Girl of Steel", Edge lideró una restauración exitosa de National City luego de la invasión de Daxamite. También quiere derribar los barrios marginales de la ciudad y reemplazarlos con edificios de gran altura, y en secreto emplea al técnico-mercenario Bloodsport para destruir el área con un submarino encubierto. Supergirl detiene el ataque, aunque no hay pruebas que demuestren la participación de Edge. Edge también intenta comprar a Catco de debajo de Cat Grant (que se ha convertido en el Secretario de Prensa de la Casa Blanca) para silenciar a sus críticos. Sin embargo, Lena Luthor compra la empresa antes de que lo haga Edge.[9] En el episodio "Daño", una compañía de sus niños con venenos en piscinas hace que los médicos piensen que es envenenamiento por plomo. Edge dice que es el resultado de la solución de Lena para deshacerse de los Daximites. Después de un atentado contra la vida de Lena y el asesinato de su cómplice, Morgan Edge usó un resquicio en su confrontación por parte de Supergirl, afirmando que el hombre que mató lo había usado para incriminar a Lena Luthor y le hizo un favor a National City. En el episodio "Reign", Morgan Edge y Lena Luthor aún tienen tensión entre sí. En el episodio "For Good", Lilian Luthor apunta a Morgan Edge por envenenar a Lena. Mientras Supergirl derrota a Lilian (quien llevaba una versión del Lexosuit de su hijo en la batalla), Winn Schott Jr. y Jimmy Olsen derrotan a Morgan Edge. Mientras tanto Lilian y Morgan son arrestados por las autoridades, Morgan grita que no tienen nada contra él.
  - Morgan Edge aparece en la serie de televisión Superman & Lois, interpretado por Adam Rayner.[10] Esta versión es un kryptoniano llamado Tal-Rho, hijo de Lara Lor-Van y Zeta-Rho (interpretado por AC Peterson) y medio hermano materno de Superman. Al igual que Superman, Tal-Rho también fue expulsado de Krypton en una cápsula de escape, que aterrizó en Inglaterra, donde inmediatamente entró en conflicto con la gente del pueblo. Fue capturado y experimentado, pero luego logró escapar, lo que provocó que odiara a la humanidad. En los años intermedios, desarrolló la identidad de "Morgan Edge", un magnate hecho a sí mismo inteligente, elocuente y apasionado y el jefe de EnerCorp y Galaxy Holdings, así como un complot para resucitar a Krypton en la Tierra implantando conciencias kryptonianas en anfitriones humanos que usan X-Kryptonita y el Erradicador, solo para ser derrotados por Superman y John Henry Irons y enviados a una celda con iluminación solar roja.
    - Una versión Bizarro de Tal-Rho aparece en el episodio "Bizarros in a Bizarro World", también interpretado por Rayner. Está casado con su versión de Lana Lang y se lleva bien con Bizarro. El Bizarro Tal-Rho es asesinado más tarde por Ally Allston.